# 乔治·奥里克
乔治·奥里克（法語：Georges Auric，1899年2月15日—1983年7月23日），法国作曲家，主要以电影配乐著称。
奥里克早年曾在巴黎音乐学院学习，后又师从丹第。1920年代他加入了著名的青年作曲家团体六人团。

## 作品節選
他有為數可觀的电影音乐作品，曾为多部法国、英国及美国好莱坞影片创作配乐，著名的包括了《虎口脱险》、《红磨坊》、《罗马假日》等。1960年代以后他又转向创作传统的室内乐，直到1983年逝世。

## 外部連結
- 乔治·奥里克的免费乐谱，由国际乐谱典藏计划提供